# Dactylopius coccus
Pour les articles homonymes, voir Cochenille.
Espèce
Synonymes
- Coccus cacti Linnaeus, 1758
- Pseudococcus cacti Burmeister, 1839

Dactylopius coccus est une espèce de cochenilles, un insecte hémiptère de la super-famille des Coccoidea.
Dactylopius coccus provient de l'Amérique du Sud tropicale et subtropicale et du Mexique. Une autre cochenille originaire du Bassin méditerranéen (Kermes vermilio) était connue en Europe au Moyen Âge. Dactylopius coccus est un parasite sessile, qui vit essentiellement sur des cactus du genre Opuntia, se nourrissant de l'humidité et des nutriments du cactus. L'insecte produit de l'acide carminique qui le protège des insectes prédateurs. L'acide carminique peut être extrait du corps et des œufs de cet insecte pour en faire une coûteuse teinture colorée rouge, le cramoisi. Le carmin de cochenille doit son nom à l'insecte et est en premier lieu utilisé comme colorant alimentaire (E120) ou pour des cosmétiques.
Après l'invention de pigments et de teintures synthétiques, tels l'alizarine (fin du XIXe siècle), la production de teintures naturelles a progressivement diminué. Cependant, des affaires récentes de santé concernant les additifs alimentaires artificiels ont renouvelé la popularité des teintures de cochenille, et la demande accrue a rendu l'élevage de l'insecte à nouveau rentable.

## Biologie

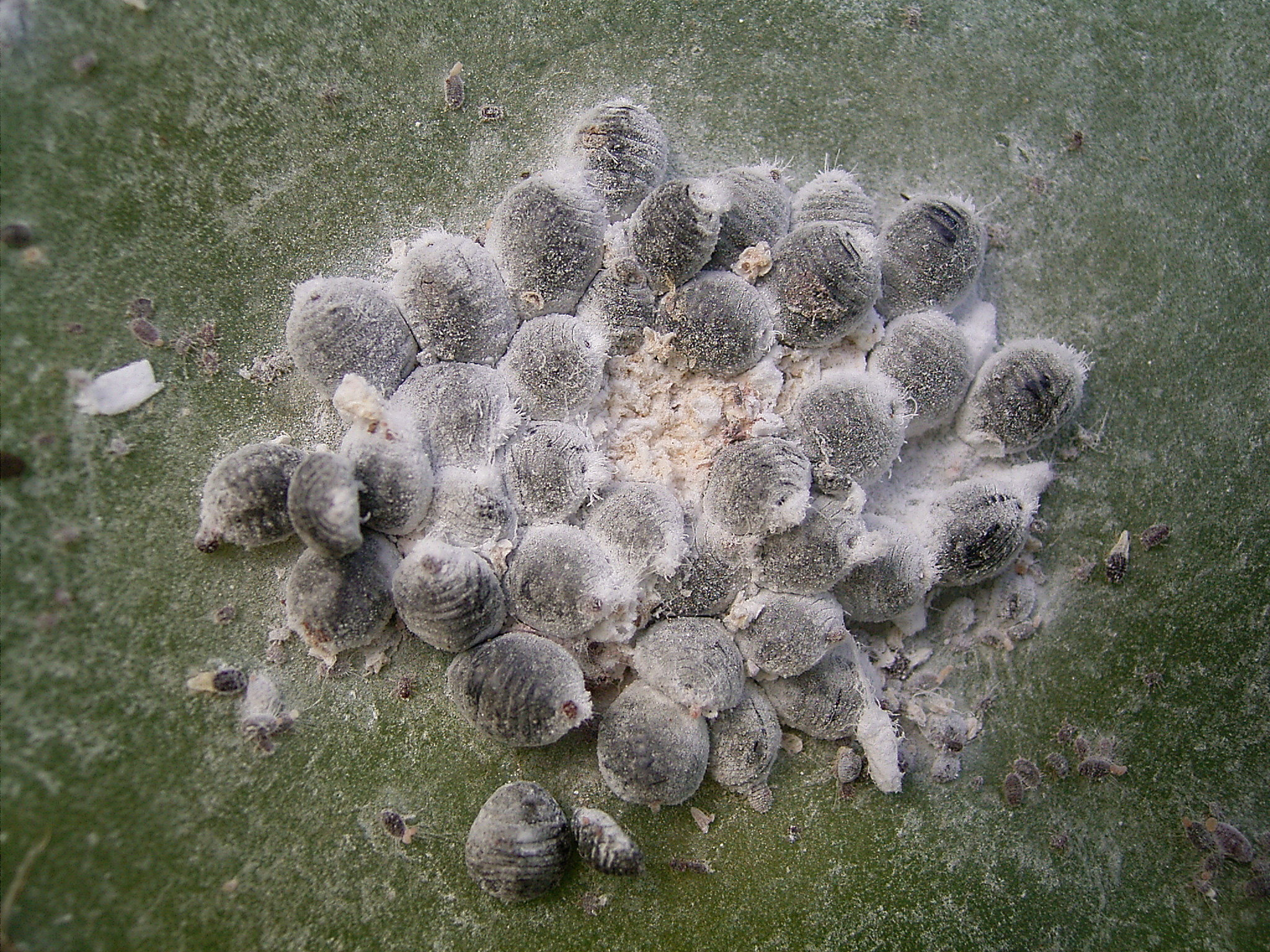
Un groupe de femelles.

Les cochenilles sont des insectes au corps mou et à l'écaille plate et ovale qui se regroupent autour des cactus, en particulier les Opuntia. La femelle, qui mesure environ 5 mm de long y fait une colonie. Elle est sessile et ne bouge pas lorsqu'elle se nourrit : elle a un rostre qui pénètre dans la plante et qui lui permet d'en consommer la sève. Après l'accouplement, la taille de la femelle fertilisée augmente et elle donne naissance à une minuscule nymphe. Les nymphes sécrètent une substance blanche cireuse hydrophobe afin de se protéger de la pluie ainsi que des excès de chaleur. Du fait de cette substance, les cochenilles apparaissent blanches ou grises de l'extérieur, alors que leur corps produit un pigment rouge qui rend l'intérieur de l'insecte violet foncé. Ce pigment est à base d'acide carminique et son but est de protéger les insectes des prédateurs. Les mâles adultes sont minuscules comparés aux femelles, ils ont des ailes et vivent juste assez longtemps pour fertiliser les ovules des femelles. Ils sont donc rares à observer.
C'est lors du stade de nymphe que la cochenille se disperse. Les jeunes insectes se déplacent vers un point de nourriture et produisent des longs filaments de cire. Plus tard, ils se dirigent vers le bout du cactus et le vent qui se prend dans les fils de cire les emporte vers un autre hôte. Ces individus établissent des points de nourriture sur ce nouvel hôte et produisent une nouvelle génération de cochenille.
Les nymphes mâles se nourrissent sur le cactus jusqu'à ce qu'elles atteignent la maturité sexuelle. Une fois adultes, les insectes ne peuvent plus se nourrir, fertilisent les femelles et meurent.

### Hôtes

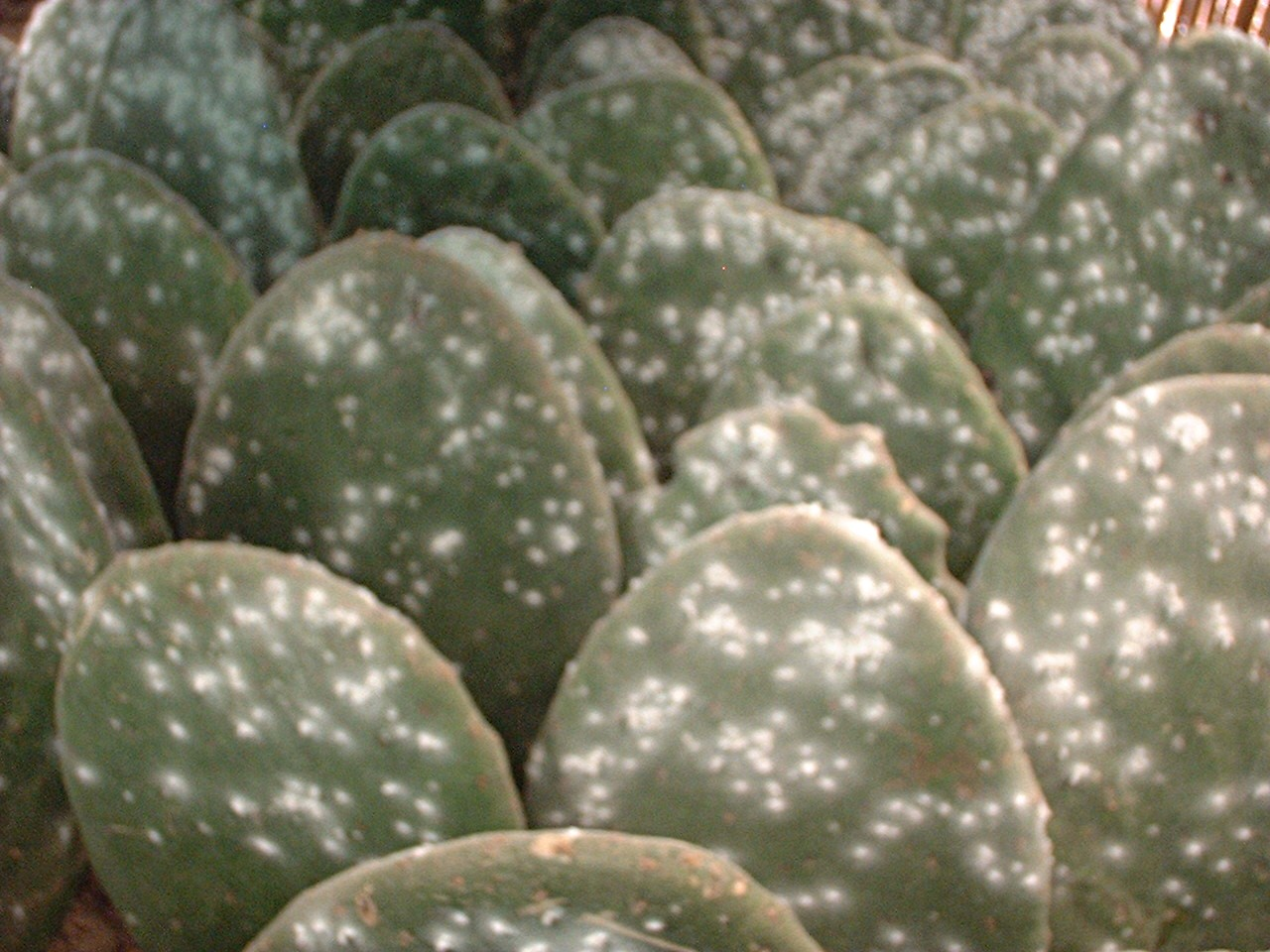
Raquettes de cactus-hôte de l'espèce Opuntia indicamil, infectées par des cochenilles.

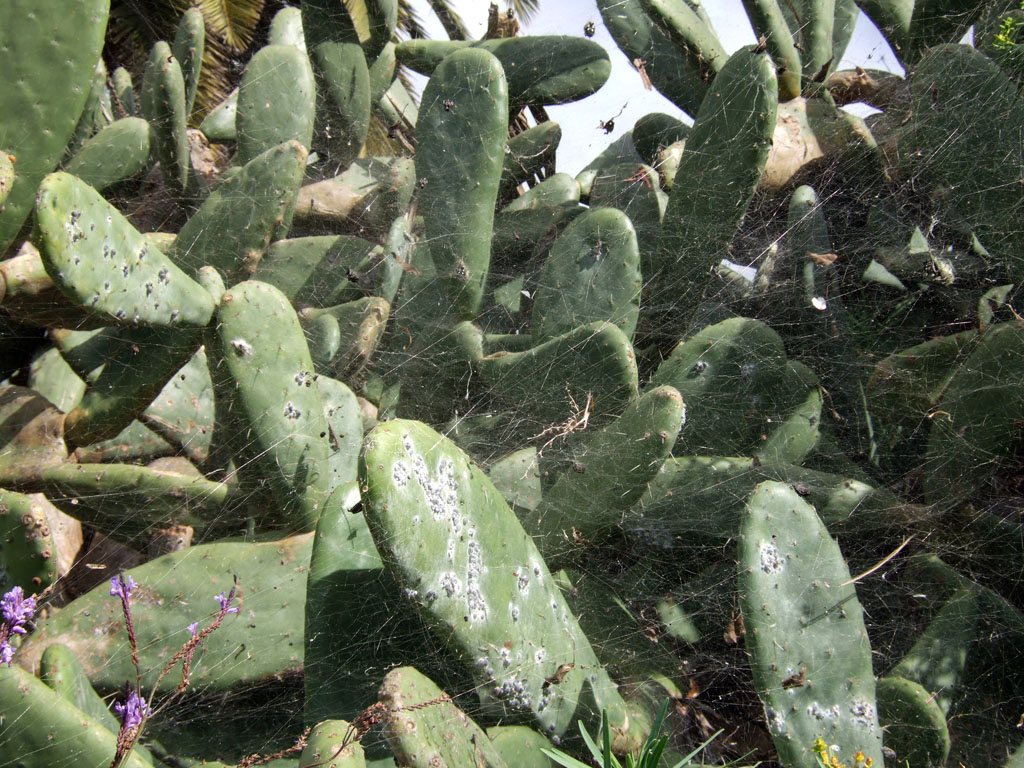

Les cochenilles Dactylopius coccus sont originaires de l'Amérique du Sud tropicale et subtropicale et du Mexique, là où sont originaires leurs cactus hôtes. Elles ont également été introduites en Espagne, aux Îles Canaries, à Alger et en Australie avec leurs cactus. Il existe 200 espèces de cactus Opuntia et les cochenilles vivent dans quasiment toutes ces espèces avec une préférence pour l'espèce Opuntia ficus-indica. Toutes les plantes hôtes de ces cochenilles furent identifiées comme des opuntias dont :
- Opuntia amyclaea
- Opuntia atropes
- Opuntia brasilienis
- Opuntia cantabrigiensis
- Opuntia ficus-indica
- Opuntia fuliginosa
- Opuntia indicamil
- Opuntia jaliscana
- Opuntia leucotricha
- Opuntia lindheimeri
- Opuntia microdasys
- Opuntia megacantha
- Opuntia pilifera
- Opuntia robusta
- Opuntia sarca
- Opuntia schikendantzii
- Opuntia streptacantha
- Opuntia stricta
- Opuntia tomentosa

Lorsque la femelle se nourrit de la sève, le cactus hôte subit des dégâts et peut parfois mourir. Les jeunes mâles se nourrissent sur le cactus pendant une période plus courte et ne se nourrissent plus du tout devenus adultes.

## Élevage

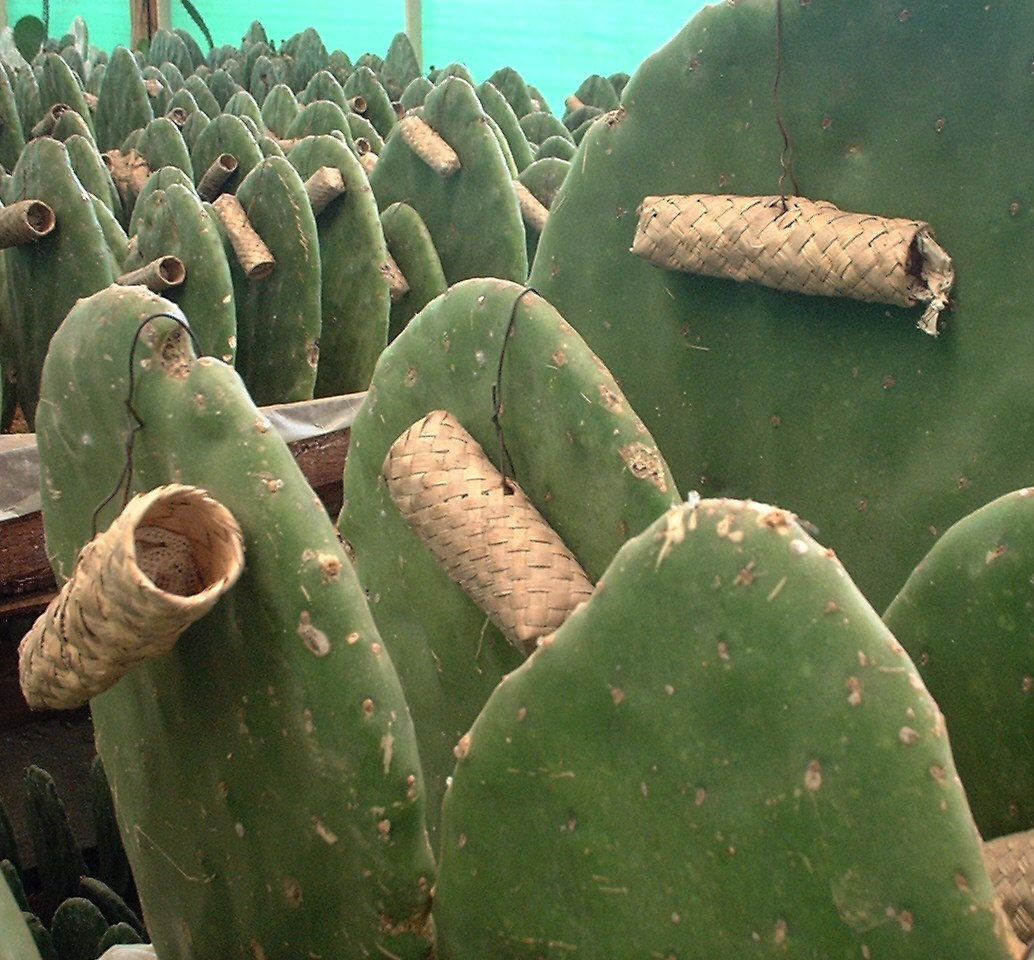
« Nids zapotèques » sur un cactus-hôte Opuntia indicamil.

Il y a deux méthodes d'élevage, la traditionnelle et la contrôlée. 
- La méthode traditionnelle implique la plantation de raquettes déjà contaminées ou bien l'infection de cactus déjà existants par la cochenille suivi de la récolte manuelle ultérieure.
- La méthode contrôlée consiste en le placement de petits paniers appelés nids zapotèques (en anglais : Zapotec nests) sur des cactus. La méthode aurait été utilisée traditionnellement pour l'élevage des cochenilles.

### Ennemis naturels
Plusieurs ennemis naturels peuvent réduire les populations de cochenille sur les cactus hôtes. De tous ces prédateurs, les insectes paraissent être les principaux. Des insectes et leur larve tels que les Pyralidae (ordre des Lepidoptera) détruisent le cactus laissant les cochenilles sans nourriture. Les cochenilles ont également des prédateurs tels que :
- Des coccinelles (coléoptères)
- Des diptères tels que les syrphides et les Chamaemyiidae
- Des névroptères
- Des fourmis (hyménoptères)
- Des térébrants (hyménoptères parasitoïdes)

Beaucoup d'oiseaux, de reptiles et de rongeurs commensaux des humains (en particulier les rats) sont des prédateurs des populations de cochenilles.
Dans les régions qui dépendent de la production des cochenilles, les contrôles des organismes nuisibles doivent être pris au sérieux. Pour des cultures à petite échelle, la méthode manuelle s'est avérée la plus efficace et la plus sûre. Pour des cultures plus intensives, des méthodes avancées de contrôle des nuisibles doivent être développées en prenant en compte des solutions alternatives : le bio insecticide et le piège à phéromones.

## Teinture
Une teinture d'un pourpre profond est extraite des femelles cochenille. La femelle Dactylopius coccus est utilisée pour produire différentes teintes de rouges, d'orange et d'écarlate. Cette coloration provient de l'acide carminique. Les cochenilles ont une teneur en acides carminique naturel extrait de 19 à 22 %. Les insectes sont tués par immersion dans l'eau chaude (après quoi elles sont séchées) ou par l'exposition aux rayons du soleil, de vapeur ou la chaleur d'un four. Chaque méthode produit une couleur différente. Les insectes doivent être séchés à environ 30 pour cent de leur poids initial avant de pouvoir être stockés sans se désintégrer. Il faut environ 70 000 insectes pour produire une livre de teinture de cochenille.
Il existe deux formes principales de teinture de cochenille : l'extrait de cochenille est un colorant dont la base est l'état brut séché et pulvérisé du corps des insectes, alors que le carmin est une coloration plus épurée. Pour préparer le carmin, le corps d'insectes en poudre sont bouillies dans de l'ammoniaque ou une solution de carbonate de sodium, l'insoluble est éliminée par filtrage, et de l'alun est ajouté à la solution de sel de l'acide carminique clair pour précipiter le sel d'aluminium rouge. La pureté des couleurs est assurée par l'absence de fer. Du chlorure d'étain, de l'acide citrique, du borax, ou de la gélatine peuvent être ajoutés afin de réguler la formation du précipité. Pour les tons de pourpre, de la chaux est ajoutée à l'alun.
En 2005, le Pérou a produit 200 tonnes de teinture de cochenille et les îles Canaries en ont produit 20 tonnes. Le Chili et le Mexique ont aussi récemment commencé à exporter cette teinture. La France est considérée comme le plus gros importateur mondial, le Japon et l'Italie importent aussi les insectes. Une grande partie de ces importations sont transformées et réexportés vers les autres pays développés. En 2005, le prix du marché de la cochenille était compris entre 50  et   80 USD par kilogramme, tandis que les colorants alimentaires synthétiques bruts sont disponibles pour 10  à   20 USD par kilogramme.

### Historique
La cochenille méditerranéenne (Kermes vermilio), insecte parasite du chêne kermès auquel il a donné son nom, était au Moyen Âge récoltée pour servir de colorant dans la draperie, notamment en Languedoc. La production de ces tissus écarlates était la grande spécialité de la ville de Montpellier, qui a un temps détenu le monopole de la production. Ce tissu rouge vif était très réputé et avait une grande valeur.
À la fin du XIVe siècle cette production décline.
Après la découverte de l'Amérique, on découvre la cochenille Dactylopius coccus, qui était très appréciée des Aztèques, et on commence à l'importer en Europe. La cochenille était utilisée par les Aztèques et les Mayas. Onze cités conquises par Montezuma au XVe siècle devaient s'acquitter chaque année de 2000 couvertures en coton décorées ainsi que de 40 sacs de teinture de cochenille. Durant la période coloniale, Mexico fut le premier pays à produire de la cochenille pour l'export. Les conquistadors espagnols furent les premiers à introduire cette teinture en Europe durant le XVIe siècle. Le commerce est florissant à partir de 1550. Le produit était exporté de Veracruz pour entrer en Europe via l'Espagne où il était redistribué aux différents pays adjacents, jusqu'à la Russie et l'empire Perse. La prospérité de la cité Mexicaine de Oaxaca et de son arrière-pays au XVIIe siècle et XVIIIe siècle était principalement dû au commerce de la cochenille. Elle fut importée puis cultivée dans d'autres localisations, comme le Pérou et les Îles Canaries, où son export devint particulièrement lucratif. Au XVIIIe siècle, l'importance économique de l'industrie teinturière fut telle qu'elle devint la 3e source de revenus des colonies espagnoles après l'export de l'or et de l'argent.
Des recettes pour l'usage du carmin apparaissent dans de nombreux manuels de peinture et d'alchimie au cours du Moyen Âge. La couleur carmin apparaît fréquemment en Europe dans les peintures à l'huile d'artistes comme Michelangelo, François Boucher ou Raoul Dufy. Les manteaux des soldats de l'armée britannique et de la police montée canadienne étaient colorées par le rouge de cochenille.
À la suite de la guerre d'indépendance du Mexique de 1810-1821, le monopole espagnol sur le commerce de la cochenille prit fin. La demande pour la cochenille s'effondra avec l'apparition de colorants artificiels sur le marché, comme le cramoisi et de nombreuses teintures de substitution découvertes en Europe à la fin du XIXe siècle. La difficulté de l'élevage des insectes ne pouvait en aucun cas entrer en compétition avec les méthodes modernes de la nouvelle industrie, et encore moins avec la baisse des coûts de production. La teinture carmin arrêta d'être utilisée et son commerce s'effondra au cours du XXe siècle. Depuis, l'élevage des cochenilles est maintenu principalement dans le but de conserver la tradition plutôt que pour satisfaire une quelconque demande. Cependant, ces dernières années, la valeur de la teinture naturelle de cochenille est remontée, en raison de ses caractéristiques non toxiques et non cancérogènes, contrairement à nombre de teintures rouges synthétiques (cependant, des allergies au carmin sont possibles).

### Utilisation

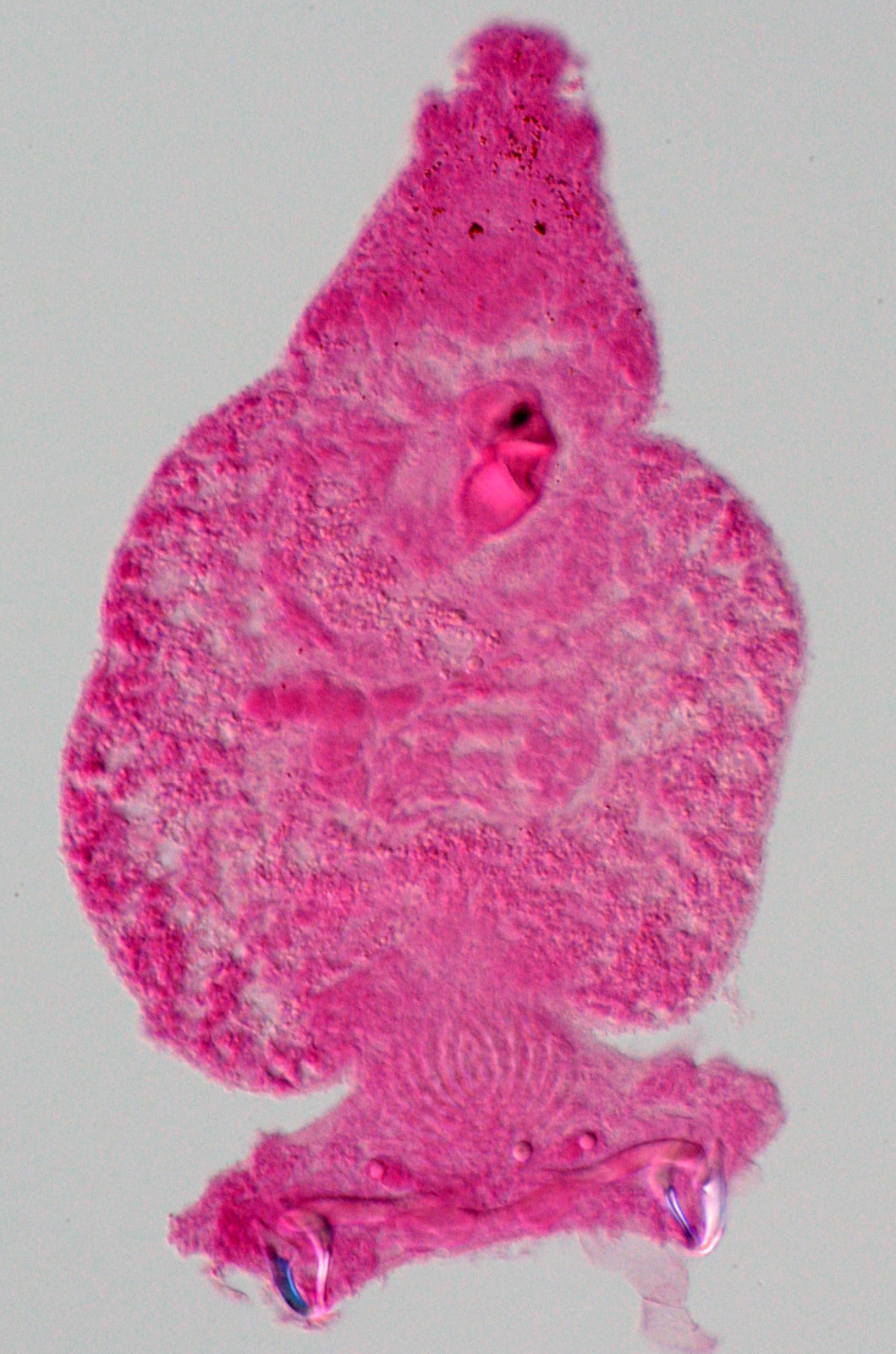
Coloration au Carmin de la préparation microscopique d'un Monogène (ver parasite).

Le colorant (E120) issu des cochenilles est utilisé par exemple dans la fabrication des saucisses de Francfort pour leur donner une couleur rosée ainsi que dans d'autres charcuteries, certains yaourts ou sodas comme l'Orangina rouge, dans certaines productions de tarama, dans les biscuits rose de Reims ainsi que dans des bonbons et autres confiseries.

Le carmin est aussi utilisé en histologie pour la coloration de préparations microscopiques.